# Permafrost

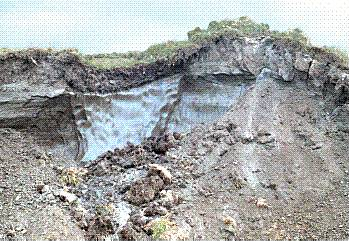
Permafrostboden mit Eiskeil

Permafrost bezeichnet in den Geowissenschaften einen Untergrund, dessen Temperatur für mindestens zwei Jahre ununterbrochen (perennierend) unter 0 °C bzw. dem lokalen Gefrierpunkt liegt. Bei dem Untergrund kann es sich um Boden, Lockergestein oder Festgestein handeln. Permafrost tritt abhängig von den klimatischen Bedingungen mit unterschiedlicher Mächtigkeit und Tiefe auf; er kann mehrere hundert Meter tief reichen und besitzt dann meist ein Alter von vielen tausend Jahren. Die größte Ausdehnung haben Permafrostböden unter den Eisschilden und in den Kältewüsten der beiden Polargebiete sowie in den angrenzenden hochkontinentalen Klimaten der (nördlichen) borealen Zone. Dort kann der Boden über dem Permafrost im Sommer auftauen (siehe Auftauboden). Weitere großflächige Bereiche befinden sich in der Massenerhebung Hochasiens.
Der Permafrostboden (auch Dauerfrostboden) ist eine der wichtigsten Kohlenstoffsenken der Erde. Das großräumige Auftauen von Permafrost im Rahmen der globalen Erwärmung gilt als eines der bedeutendsten Kippelemente im Klimawandel.

## Wortherkunft
Der Ausdruck Permafrost im Sinne von „permanenter Frost“ geht zurück auf den in Russland geborenen US-amerikanischen Geologen und Paläontologen Siemon Muller (1900–1970), der damit den im Russischen für dauergefrorenen Boden der Tundra verwendeten Ausdruck вечная мерзлота („ewiger Frost“) übersetzte, als er 1943 während des Zweiten Weltkrieges dem US-Militär diente. Seine 1947 erschienene Abhandlung Permafrost or Permanently Frozen Ground and Related Engineering Problems (231 Seiten) war das erste englischsprachige Buch zum Thema auf dem Markt; ein aktualisiertes und überarbeitetes Manuskript wurde erst 2008 veröffentlicht. Obgleich die Beschreibung perennial („ganzjährig“) anstelle von permanent („fortdauernd“) anfangs mehr Anklang gefunden hatte, etablierte sich im Folgenden Permafrost als Begriffsbenennung.

## Geschichte der Permafrostforschung

### Erste Forschungsarbeiten
Die Erforschung des Dauerfrostbodens hat in Russland ihren Anfang genommen. Der Ausdruck russisch вечная мерзлота für „unvergänglich gefrorenen“ Boden tauchte schon Mitte des 19. Jahrhunderts in einem wissenschaftlichen Lexikon auf.
Im Jahr 1843 hat Karl Ernst von Baer unter dem Titel Materialien zur Kenntnis des unvergänglichen Boden-Eises in Sibirien die weltweit erste Dauerfrostbodenkunde verfasst. Schon 1842/43 lag ein druckfertiges Typoskript mit 218 Seiten und einer Permafrostkarte Eurasiens vor. Die Arbeit blieb jedoch rund 150 Jahre lang verschollen. Die Entdeckung und kommentierte Veröffentlichung des 1843 fertiggestellten Typoskripts im Jahr 2001 war eine wissenschaftliche Sensation. Das Werk bietet eine faszinierende Lektüre, denn sowohl Baers Beobachtungen zur Permafrostverbreitung als auch seine periglazialmorphologischen Beschreibungen stimmen weitgehend noch heute. Eine zentrale Person der Permafrostforschung war Michail Sumgin, der die Geokryologie in der Sowjetunion begründete.

### Polarer Permafrost

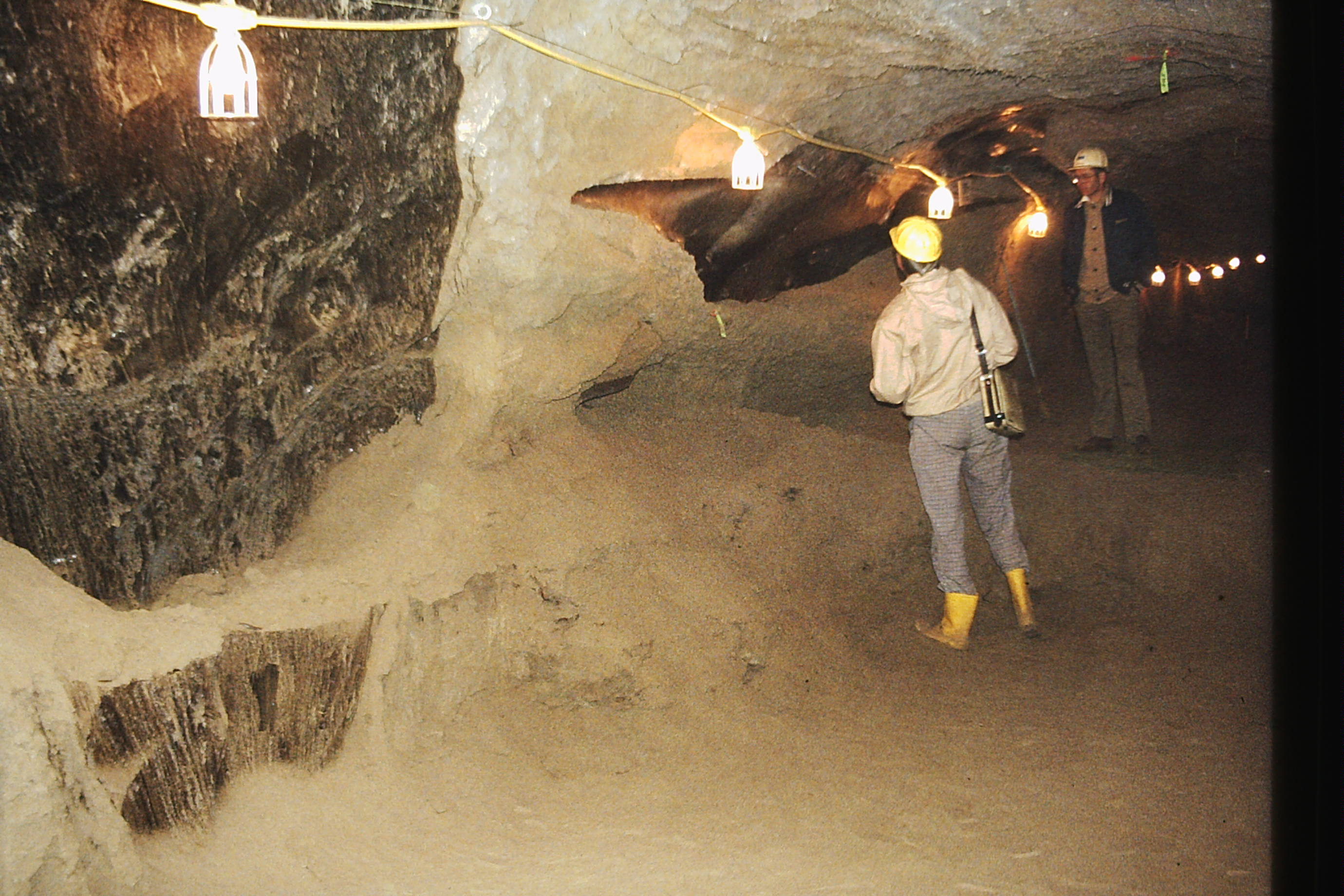
Der CREEL Permafrosttunnel bei Fairbanks (Alaska) dient der Erforschung der verschiedenen Bodeneisformen und kann auch touristisch besichtigt werden

Die Permafrostforschung gewann nach dem Zweiten Weltkrieg als Folge des Kalten Krieges stark an Bedeutung. Entlang der Nordküste von Alaska und durch den kanadischen Archipel hindurch bis nach Grönland wurde in den 1950er Jahren eine Kette von mehr als 30 Radarstationen auf Permafrost gebaut, die Distant Early Warning Line. Die dazu notwendige Grundlagenforschung wurde vom Cold Regions Research and Engineering Laboratory (CRREL) des United States Army Corps of Engineers koordiniert und finanziert. Dadurch standen der Permafrostforschung große finanzielle und logistische Ressourcen zur Verfügung. In der Sowjetunion übernahm die Akademie der Wissenschaften der UdSSR diese Forschungsaufgaben.
Großes wissenschaftliches Interesse erregten seit den 1950er Jahren die Pionierarbeiten von J. Ross Mackay (1915–2014) über Pingos und Eiskeile im Delta des Mackenzie River. Er betrieb seine innovativen Projekte rund 50 Jahre lang. Der Untersuchungsraum ist zudem ein Gebiet mit einem großen Potential für Erdöl und Erdgas, was auch die angewandte Forschung begünstigte.
Große Wissensfortschritte über polaren Permafrost brachten Arbeiten vor dem Bau der Trans-Alaska-Pipeline von Prudhoe Bay nach Valdez 1974 bis 1977. Wegen des Permafrostbodens musste fast die Hälfte der 1287 km langen Pipeline auf Stelzen gebaut werden. Das Alaskaöl hat einen hohen Wachsgehalt und muss deshalb bei 70 bis 80 Grad transportiert werden.
Über 10.000 Pipelinestützen stehen in Löchern, die in den Permafrostboden gebohrt wurden. Auswertungen der Bohrprotokolle brachten Erkenntnisse, die auch zum Bau der die Pipeline begleitenden anderen Bauwerke (Straßen, Pumpstationen Brücken) im Permafrost notwendig waren. Ein Forschungszentrum für Permafrost befindet sich noch heute an der University of Alaska Fairbanks (UAF). In der Stadt Fairbanks sind häufig Baumaßnahmen zu sehen, die auf den unter der Stadt vorkommenden Dauerfrostboden hinweisen (Gebäude auf Stützen, Wärmepumpen).
Ein viel beachtetes Projekt wurde 1959 von Fritz Müller auf Axel Heiberg Island in der extremen kanadischen Arktis begonnen. Die 1959 errichtete Forschungsstation (McGill Arctic Research Station wird auch heute noch betrieben.
Sie ermöglichte zahlreiche Pionierarbeiten, so eine bedeutende glaziologische Massenbilanzreihe an einem arktischen Gletscher (White Glacier) und die langjährige Vermessung einer aktiven arktischen Stauchmoräne am vorstoßenden Thompson Glacier. Die Arbeiten wurden an der McGill University begonnen und von Fritz Müller (1926–1980) an der ETH Zürich weitergeführt. Sie gaben Anlass zu Folgearbeiten auf Ellesmere Island und Ward Hunt Island durch Wissenschaftler der Universität Heidelberg, später an der JLU Gießen. Wissenschaftler erforschten in den Jahren 1975 bis 1990 auf teils langen Expeditionen einige bis dahin unerforschte Permafrostgebiete der kanadischen Arktis.

### Alpiner Permafrost
Alpenländer haben durch die in Gebirgsräumen lebensnotwendige Katastrophenvorsorge langjährige Erfahrung mit Gefahren durch Permafrost und Schnee. Das Interesse an periglazialen Prozessen und deren Beziehung zum Permafrost führte insbesondere in der Schweiz, in Frankreich und Österreich schon seit den 1970er-Jahren zu Bewegungsmessungen an Blockgletschern, die definitionsgemäß Objekte im alpinen Permafrost sind.
An der Universität Basel beobachtete beispielsweise der Geomorphologe Dietrich Barsch die Bewegung von Blockgletschern im Engadin. Sein Schüler Wilfried Haeberli führte an der Universität Zürich die Untersuchungen fort und erarbeitete allgemein gültige Gesetzmäßigkeiten für das Vorkommens von alpinem Dauerfrostboden. In Zürich widmete sich auch der Geomorphologe Gerhard Furrer der Beziehung zwischen Permafrost und Solifluktion in den Schweizer Alpen und auf Spitzbergen. Die vielseitigen Ergebnisse der Schweizer Forschung überzeugten die IPA, die Internationale Permafrostkonferenz (ICOP) im Jahr 2003 an der ETH-Zürich stattfinden zu lassen. Über 200 Teilnehmer aus 24 Ländern nahmen daran teil, ebenso an den Exkursionen zu den untersuchten Forschungsobjekten im Alpenraum. An der Konferenz stießen geotechnische Fragen bei Bauwerken und deren Stabilität bei Rutschungen durch schmelzenden Permafrost auf großes Interesse. Sarah Springman konnte die von ihr geleiteten Bohr- und Überwachungskampagnen auf Blockgletschern vorstellen. Das WSL-Institut für Schnee- und Lawinenforschung SLF nimmt ebenfalls eine Führungsrolle ein und widmet sich mit seiner „Forschungseinheit Schnee und Permafrost“ seit vielen Jahren Sicherheitsfragen bei Folgen der globalen Klimaerwärmung. Seit dem Jahr 2000 dokumentiert das Permafrost Monitoring Network Switzerland (Permos) den Zustand und die Veränderung des Permafrosts in den Schweizer Alpen.

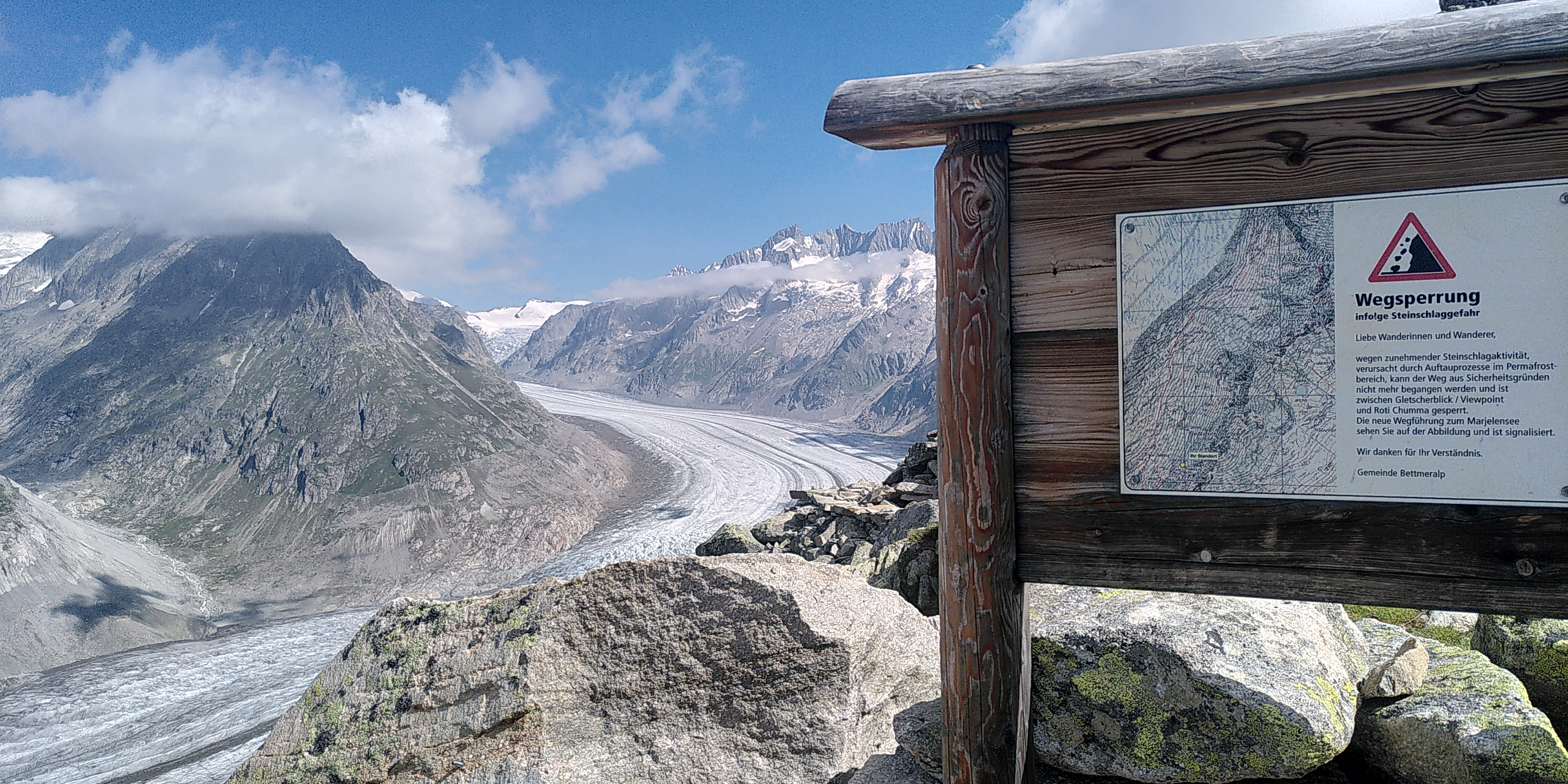
Warnung vor Steinschlag aufgrund von auftauendem Permafrost beim Aletschgletscher

Permafrostforschung im alpinen Raum ist heute ein Standardthema an vielen Instituten für Geographie, so in Deutschland z. B. an der TU München mit einem Lehrstuhl für Hangbewegungen, in der Schweiz an der Université de Fribourg, in Österreich an der Universität Graz und der Universität Wien. In der Lehre wie der Forschung sind Bergstürze Musterbeispiele für mögliche katastrophale Folgen der Klimaerwärmung in Permafrostgebieten. Durch den auftauenden Gebirgspermafrost entstehen erhebliche Gefahren, denn auch im Fels können feine Gesteinsklüfte Eis enthalten, dessen Auftauen zu Bergstürzen in steilen Felswänden führen kann. Sehr genau untersucht wurden der Bergsturz von Randa VS 1991, und der Bergsturz von Bondo mit mehreren Ereignissen im Jahr 2017.

### Internationale Fachkonferenzen
Die International Conferences On Permafrost (ICOP) dienen seit 1963 dem globalen wissenschaftlichen Austausch zwischen Permafrostforschern. Die Initiative dazu ging Anfang der 60er-Jahre von US-amerikanischen, kanadischen und sowjetischen Wissenschaftlern aus, mit dem Vorsatz, diese Tagungen alle fünf Jahre stattfinden zu lassen. Das große Interesse und die jeweils umfangreichen wissenschaftlichen Veröffentlichungen der Konferenzen führten 1983 an der 4. ICOP in Fairbanks (Alaska) die über 850 Teilnehmer dazu, die International Permafrost Association (IPA) zu gründen. In ihr sind derzeit 27 Länder vertreten, in denen intensiv über Permafrost geforscht wird. Infolge der recht großen Zahl an Forschern im alpinen Permafrost und deren beachtenswerten Forschungsergebnissen gehörten schon 1983 auch die Alpenländer Schweiz, Frankreich, Deutschland und Italien zu den 24 Gründungsmitgliedern der IPA.
Die IPA berichtet in Jahresberichten aus allen Mitgliedsländern über ihre weltweiten Aktivitäten. Ebenso lädt sie zu nationalen und internationalen Zusammenkünften ein. Die ICOP-Fachkonferenzen fanden bis 2008 jeweils im Abstand von fünf Jahren statt. Ab 2006 wechseln sich meist alle zwei Jahre eine internationale und eine regionale Konferenz ab.

## Verbreitung und Typen
Permafrost bildet sich zumeist dort, wo die Jahresdurchschnittstemperatur −2 bis −1 °C und der Jahresniederschlag 1000 Millimeter nicht übersteigen. Die großen Permafrostareale der Erde liegen daher in den Polargebieten mit den arktischen und antarktischen Tundren, in Teilen der borealen Nadelwaldgebiete, aber auch in anderen Gebieten, welche die Voraussetzungen für Permafrost erfüllen, so die meisten Hochgebirge der Erde. Als Permafrostzone bezeichnet man das zirkumpolare Gebiet ewiger Gefrornis, das die Tundra der Nordkontinente, die großen Waldgebiete sowie Offshore-Zonen des Meeresbodens umfasst.
Grönland liegt zu 99 %, Alaska zu 80 %, Russland zu 65 %, Kanada zu 40 bis 50 % und China bis zu 20 % in der Permafrost-Zone. Nach Süden reichen einige Permafrostgebiete bis in die Mongolei. Dabei bedeutet eine Lage innerhalb der Permafrost-Zone nicht automatisch eine Unterlagerung mit Permafrost für jeden individuellen Standort, sondern man unterscheidet – in Korrelation mit der Jahresdurchschnittstemperatur – Zonen kontinuierlichen (>90 Flächenprozent, unter −7 °C), diskontinuierlichen (>50–90 Flächenprozent, −3 bis −7 °C), sporadischen (>10–50 Flächenprozent, −1 und −3 °C) und isolierten (<10 Flächenprozent) Permafrosts (vermutlich Eiszeitrelikte in Regionen bis 0 °C).
Auch dringt der Permafrost unterschiedlich tief in den Untergrund ein: In Sibirien werden Tiefen bis zu 1500 Metern erreicht, in den zentralen Teilen Skandinaviens oft nur etwa 20 Meter. Gründe dafür liegen in der großen Kontinentalvergletscherung der letzten Eiszeit (Weichsel-Kaltzeit): Sibirien hingegen war nicht in größerem Maße vergletschert, daher war der Untergrund der Kaltluft ausgesetzt, so dass er bis in sehr tiefe Lagen gefrieren konnte. Hingegen war der Kernbereich Skandinaviens durch einen mächtigen Eisschild isoliert, wodurch der Permafrost nicht so tief eindringen konnte.
Permafrostareale gibt es auch in Hochgebirgsregionen, wie beispielsweise den Alpen oder den skandinavischen Hochgebirgen. In den höher gelegenen Permafrostgebieten dieser Gebirge entsprechen die heutigen Klimabedingungen der aktuellen Permafrostverbreitung. In einem Gebiet mit mittleren jährlichen Lufttemperaturen von −3,5 °C kann erwartet werden, dass in rund 50 % der Fläche Permafrost auftritt, oft mit einer Mächtigkeit von 200 bis 300 Meter. Diese Beziehung zwischen der mittleren jährlichen Lufttemperatur und dem Auftreten von Permafrost ist auch weitgehend beim polaren Permafrost zu finden.
Nur in sehr geringem Umfang findet rezente Permafrostneubildung statt, zum Beispiel durch das Zurückschmelzen eines isolierend wirkenden Gletschers, wodurch der freigelegte Boden der Kaltluft ausgesetzt ist und sich hier Permafrost neu bilden kann, sofern die Voraussetzungen dafür erfüllt sind. Andererseits bewirkt ein Anstieg der mittleren Lufttemperatur ein Auftauen von Permafrost in den Alpen. Beispielsweise wurde 2015 dadurch die Wasserfassung (für Trinkwasser und Wasserkraft) der Richterhütte auf 2.374 m Höhe in den Zillertaler Alpen zerstört. Auch das Sonnblick-Observatorium ist auf lange Sicht gefährdet.
Auf der südlichen Erdhalbkugel gibt es Permafrost, außer in der Gebirgsregion der Anden, noch auf knapp 50.000 km2 gletscherfreien Flächen in der Antarktis. Weniger als 1 Prozent der dortigen Landmassen sind eisfrei.
In der Arktis gibt es sogar submarinen Permafrost, also Permafrost am Meeresgrund. Durch die eustatische Meeresspiegelabsenkung lagen während der letzten Eiszeit viele Kontinentalschelfflächen über dem Meeresspiegel, wodurch sich auf diesen Landflächen Permafrost bis in mehrere 100 Meter Tiefe bilden konnte. Meerwasser, das den Schelf in der Nacheiszeit wieder überflutete, war zu kalt, um den nun submarinen Permafrost wieder auftauen zu können. Submariner Permafrost kann sich auch bilden, wenn in sehr flachen Gewässern Meereis auf dem Meeresboden aufliegt und die Sedimente darunter gefrieren. Die bekanntesten submarinen Permafrostvorkommen liegen in der Laptewsee im Nordpolarmeer vor den Küsten Sibiriens.
Permafrost kann im Sommer oberflächlich auftauen; der Auftauboden (in der Fachliteratur als active layer bezeichnet) umfasst meist wenige Dezimeter und selten mehr als 2 Meter, darunter bleibt der Untergrund gefroren. Im Auftauboden finden zahlreiche periglaziale Prozesse statt. Die außerhalb der Periglazialgebiete im Winter gefrorene, obere Bodenschicht bezeichnet man Winterfrostboden.
Manche Zukunftsprognosen schätzen, dass aufgrund der zunehmenden Erderwärmung bei einem Anstieg der Durchschnittstemperatur um 2 K die Permafrostgebiete weltweit um 25–44 % abnehmen werden.

## Gliederung des Permafrosts
Geographische Verbreitung

Querschnitt durch einen Dauerfrostboden (Permafrost)

1. Zone oder Höhenstufe des kontinuierlichen Permafrosts (90 bis 100 % des Untergrunds einer Region sind gefroren)
2. Zone oder Höhenstufe des diskontinuierlichen Permafrosts (mehr als 50 % des Untergrunds einer Region sind gefroren)
3. Zone oder Höhenstufe des sporadischen Permafrosts (gefrorener Untergrund tritt lückenhaft auf, weniger als 50 %)

Querschnitt durch Permafrost (von oben nach unten)
1. sommerlicher Auftauboden (active layer), der bei höheren Temperaturen aufgetaut ist (Mächtigkeit: wenige Zentimeter bis etwa drei Meter) und im nachfolgenden Winter wiederum gefriert.
2. eigentlicher Dauerfrostboden

Ein nicht gefrorener Bereich innerhalb des Dauerfrostbodens wird als Talik bezeichnet. Dabei werden offene und geschlossene Taliki unterschieden. Letztere haben keinen Kontakt zum Auftauboden und können beim langsamen Gefrieren die Bildung von Pingos bewirken.

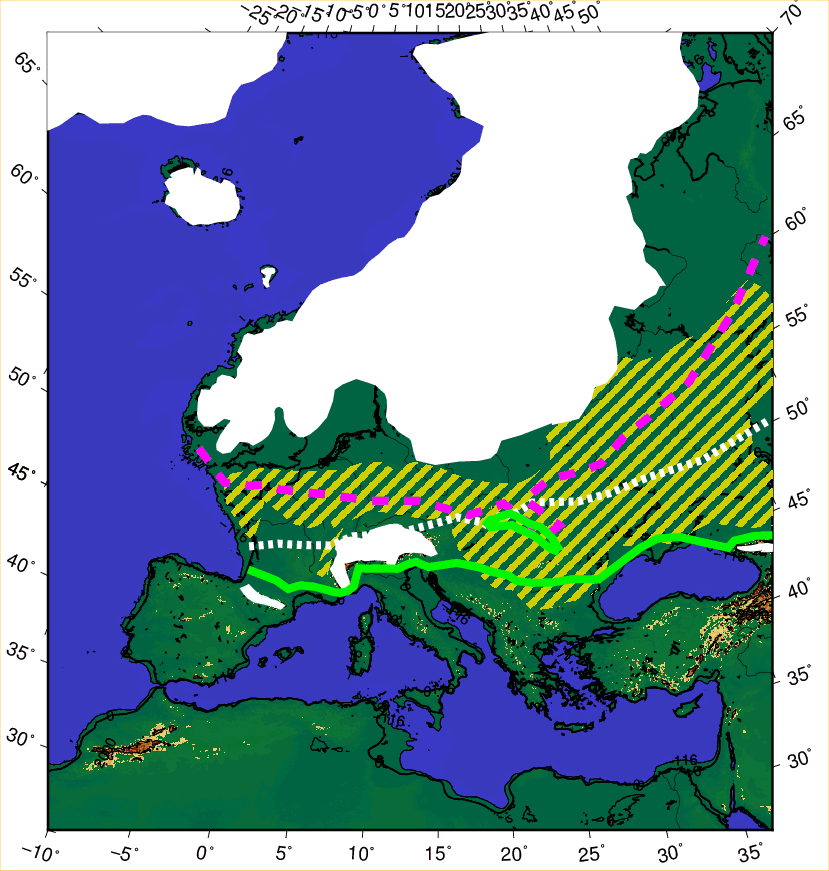
Verteilung der Vegetationszonen während des Kältemaximums der letzten Kaltzeit im Zeitraum 24.500 bis 18.000 v. Chr. in Europa.
weiß: Vergletscherung; rosa Strichellinie: Südgrenze der Tundra; weiße Punktlinie: Südgrenze der Permafrostvorkommen; grüne Linie: Grenze nördliche Steppe/Baumgrenze; gelbe Schraffur: Lösswüste

## Paläontologische Bedeutung
In einigen Permafrostgebieten Sibiriens wurde die voreiszeitliche Fauna und Flora vorzüglich konserviert. Da das aufgefundene biologische Material bis heute tiefgefroren war, sind auch DNA-Analysen der Funde möglich, was bei Fossilien sonst nicht möglich ist. So wurde 1997 ein sehr gut erhaltenes Wollhaarmammut (das Jarkow-Mammut) auf der Taimyr-Halbinsel in Nordsibirien von dem Dolganen Gennadij Jarkow gefunden und danach umfassend untersucht.
Auch eine Leinkrautart Silene stenophylla blieb im sibirischen Permafrost über 30.000 Jahre konserviert. 2012 gelang es Forschern der Russischen Akademie der Wissenschaften, Pflanzen aus diesen gefrorenen Resten heranzuziehen.
Viren, wie das 30.000 Jahre alte Mollivirus sibericum, wurden ebenfalls im Permafrost gefunden, außerdem Nematoden, die seit dem Pleistozän vor etwa 42.000 Jahren im Permafrost konserviert waren. Obwohl sie seit Zehntausenden von Jahren eingefroren waren, wurden zwei Arten dieser Würmer erfolgreich wiederbelebt.

## Kohlenstoffspeicher
In den Permafrostgebieten der Arktis, Antarktis und der Hochgebirge sind zwischen 1.300 und 1.600 Gigatonnen Kohlenstoff gespeichert, etwa doppelt so viel wie in der gesamten Erdatmosphäre (etwa 800 Gigatonnen): Beim durch den Klimawandel beschleunigten Auftauen des Permafrosts wird dieser als Treibhausgas Kohlenstoffdioxid freigesetzt. Das Auftauen von Permafrost gilt als eines der bedeutendsten Kippelemente der globalen Erwärmung.
Die Untersuchung der Kohlenstoff-Dynamik in permafrostbeeinflusstem Untergrund und die Abschätzung der dort lagernden Kohlenstoffmengen sind Gegenstand aktueller Forschung.

## Rückgang von Permafrost

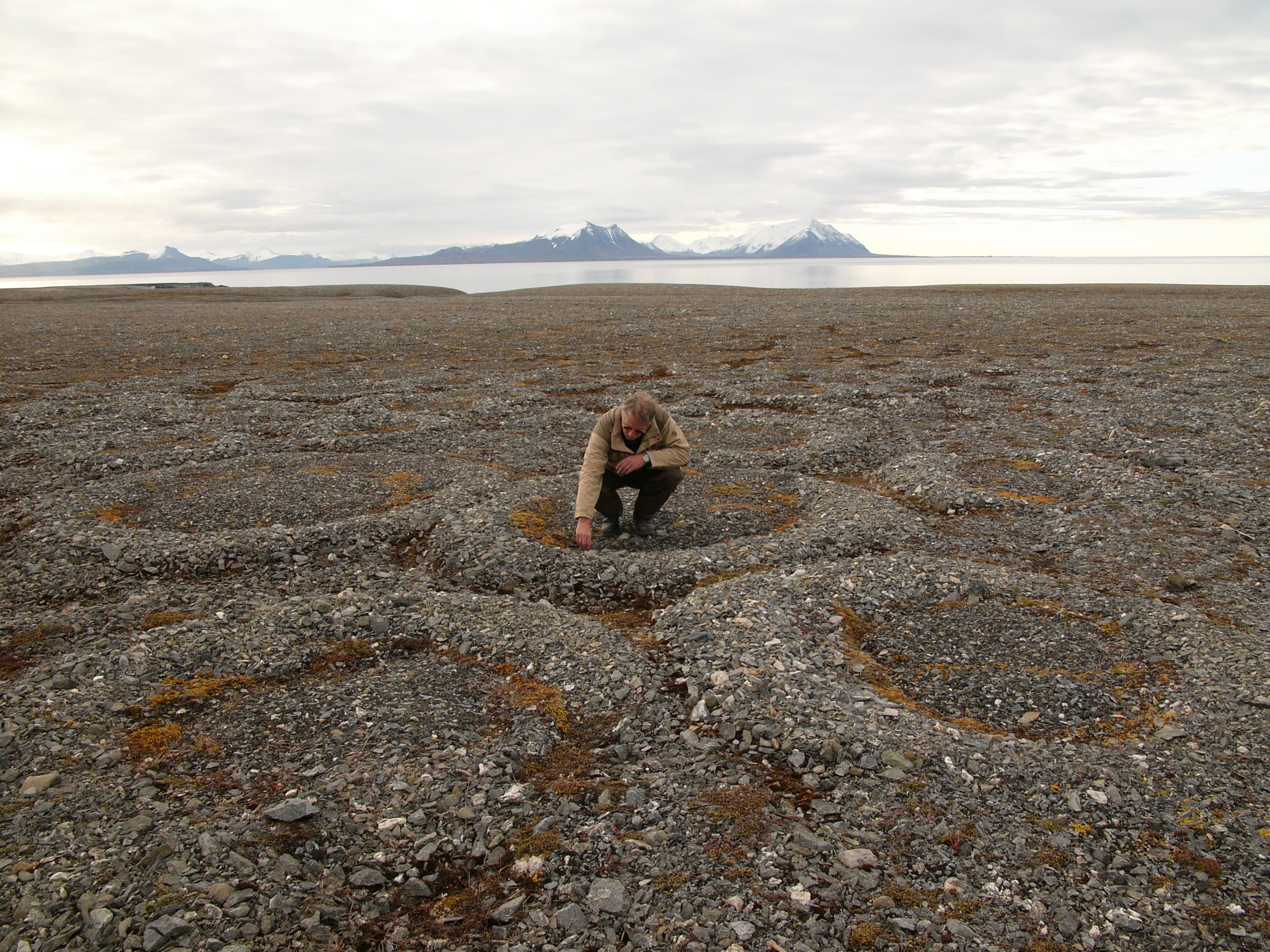
Steinringe auf Spitzbergen

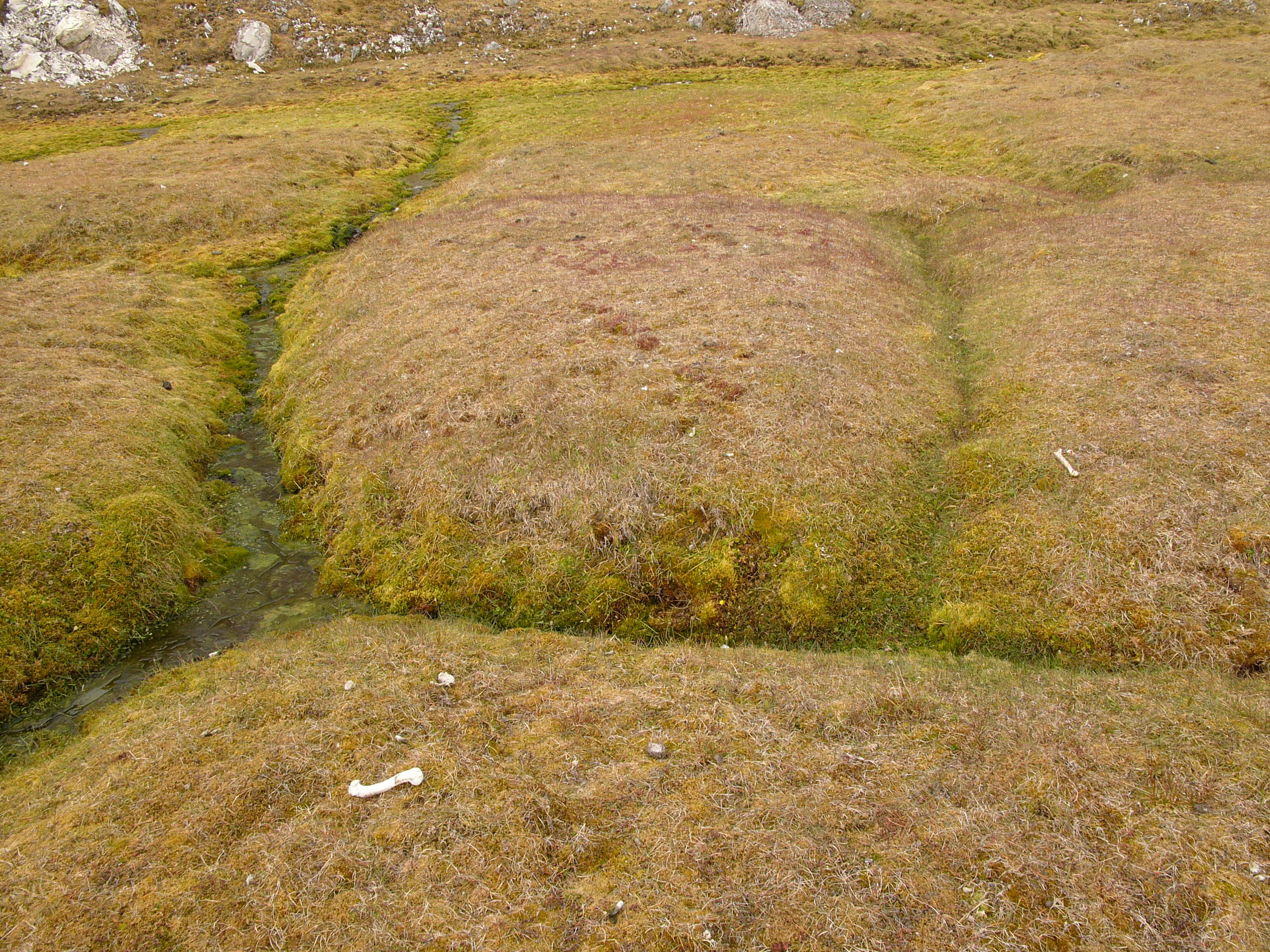
An der Erdoberfläche sichtbare Gräben von Eiskeilen

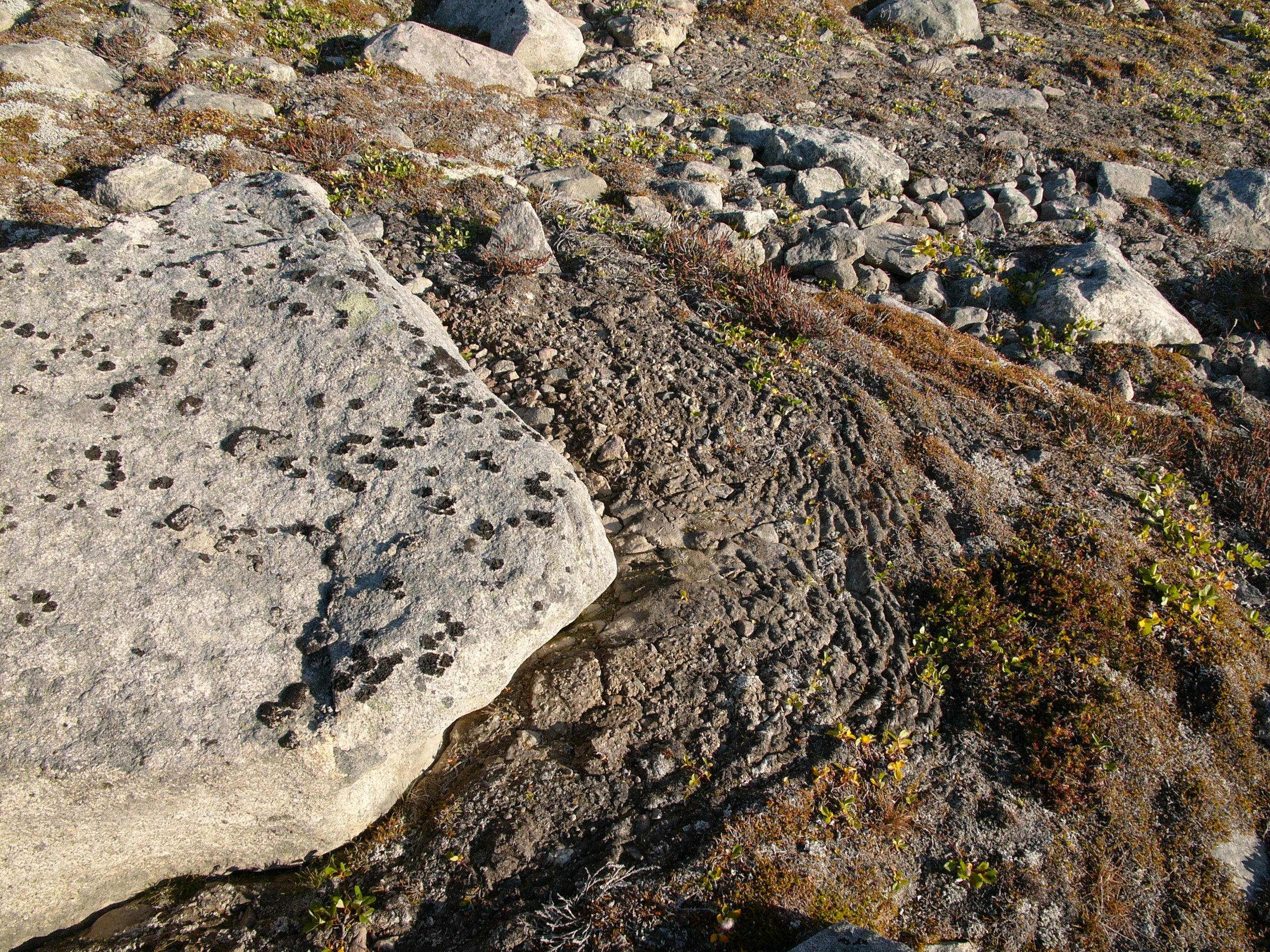
Solifluktion auf Spitzbergen

Im Zuge der globalen Erwärmung erwärmt sich nahezu weltweit der Permafrost. In den letzten Jahrzehnten wurde dadurch eine Nordwärtswanderung der Permafrostgrenze in Nordamerika, Eurasien sowie der Arktis beobachtet. Einer Studie des Alfred-Wegener-Instituts (AWI) zufolge ist die Permafrosttemperatur zwischen 2007 und 2016 global um 0,3 Grad Celsius angestiegen. Der größte Anstieg wurde dabei in Sibirien beobachtet, wo die Temperatur teilweise um bis zu einem Grad Celsius anstieg. Neben höheren Lufttemperaturen ist in der diskontinuierlichen Permafrostzone auch eine dickere Schneedecke ursächlich, wodurch der Untergrund im Winter weniger stark auskühlt.
Im Garwood Valley an der Küste des ostantarktischen Viktorialandes hat sich zwischen 2001 und 2012 die Thermokarstentwicklung stark beschleunigt. Ursache ist wahrscheinlich eine intensivere Sonneneinstrahlung infolge veränderter Wetterverhältnisse. Die dünne Sedimentschicht über dem Permafrost hat dessen Auftauen noch beschleunigt. Es wird befürchtet, dass eine Erwärmung der Region zu einem raschen Auftauen größerer Permafrostgebiete führen könnte. Einer im Jahr 2022 veröffentlichten Studie zufolge wird der Permafrost in Fennoskandinavien und Westsibirien in den nächsten paar Jahrzehnten zum größten Teil verschwunden sein.
Farquharson et al. veröffentlichten 2019 einen wissenschaftlichen Artikel über die Veränderungen des Permafrosts (durch Thermokarst) an drei Messstationen in der kanadischen Hocharktis zwischen 2003 und 2017. Den Autoren zufolge taute der Boden in einigen Regionen Kanadas im Untersuchungszeitraum oft so stark auf, wie es bei einer moderaten Entwicklung (gemäß dem IPCC RCP 4.5-Szenario; siehe auch repräsentativer Konzentrationspfad) eigentlich erst für das Jahr 2090 bei einer globalen Erwärmung um etwa 1,1 bis 2,6 °C erwartet worden war. Daraus folgend ist beispielsweise der Untergrund an der „Mold Bay“-Wetterstation auf der Prince Patrick Island im untersuchten Zeitraum um rund 90 Zentimeter abgesackt. Der Grund für diese Entwicklung scheint das Antauen des Dauerfrostbodens zu sein; die Permafrosttafel verschiebt sich durch die gehäuft auftretenden überdurchschnittlich warmen Sommer zu immer größeren Tiefen, da der sommerliche Auftauboden eine begrenzte Wärmepufferkapazität aufweist und so den Dauerfrostboden schlecht gegenüber steigenden Temperaturen isoliert.
Aufgrund der Temperaturerhöhung in der Arktis kann die Gefahr von Waldbränden zunehmen. Wird der Torfboden der Arktis durch die Erwärmung trockener, gerät er leichter in Brand und setzt wiederum Treibhausgase in die Atmosphäre frei. Aus Bränden resultierender Rauch und Ruß bedeckt Wasser- und Schneegebiete und verringert deren Rückstrahlvermögen (Albedo), was zu einer stärkeren lokalen Erwärmung führt. Aufgetauter Dauerfrostboden bietet wiederum Bränden mehr Nahrung. Im Juni und Juli 2019 wurde in der Arktis und Subarktis eine ungewöhnlich hohe Zahl von Waldbränden beobachtet, besonders in Alaska, wo 2019 eine große Wärme- und Dürreperiode vorherrschte (siehe auch Waldbrände in den borealen Wäldern der Nordhalbkugel 2019). Bleiben hohe Temperaturen und Trockenheit über mehrere aufeinanderfolgende Jahre bestehen, werden Torfgebiete schneller entzündbar und es kommt zu unterirdischen Moorbränden, die kaum zu löschen sind. 2020 kam es infolge der Hitzewelle in Sibirien 2020 zu verstärktem Auftauen von Permafrost und dadurch zur Dieselölkatastrophe bei Norilsk.

### Schäden an Gebäuden und Infrastruktur
Zu den unmittelbaren Folgen eines Rückgangs von Permafrost zählen Schäden an Straßen, Häusern und Infrastruktur. Gebäude können so ganz oder teilweise einsinken und zerstört werden. Ökologisch besonders bedrohlich sind Schäden an Industrieanlagen, wo die Gefahr besteht, dass große Mengen von Schadstoffen in die empfindlichen arktischen Ökosysteme freigesetzt werden, die sich aufgrund der kurzen Vegetationsperiode nur schlecht regenerieren können. 2020 kam es in der sibirischen Stadt Norilsk zu einer schweren Ölpest, als ein Öltank für ein Kraftwerk infolge auftauenden Permafrosts barst und mehr als 20.000 Tonnen Öl ausliefen. Etwa 5.000 Tonnen Öl verseuchten das Erdreich, der Großteil des Öls gelangte in Gewässer, insbesondere den Fluss Ambarnaja. Der Unfall gilt als bisher größtes Unglück infolge auftauenden Permafrosts. Gemäß Greenpeace Russland handelte es sich dabei um die größte Ölkatastrophe der Arktis seit der Havarie der Exxon Valdez im Jahr 1989. Zuvor hatte Sibirien mit bis zu 6 Grad über dem langjährigen Durchschnitt den wärmsten Winter seit Beginn der Aufzeichnungen vor 130 Jahren erlebt. In Russland lagen die Temperaturen zwischen Januar und Mai 2020 5,3 °C über dem Durchschnitt der Jahre 1951–1980; zudem wurde der bisherige Rekordwert um 1,9 °C übertroffen.

### Verstärkung des Klimawandels
Langfristig wird ein Auftauen in noch größerem Ausmaß befürchtet, da sich die Arktis weit überdurchschnittlich erwärmt (→ Polare Verstärkung). Einige Wissenschaftler nehmen an, dass es zu einer positiven Rückkopplung kommen könnte, da der im Permafrost als Biomasse gebundene Kohlenstoff beim Abtauen und Abbau der Biomasse als Treibhausgas CO2 an die Atmosphäre abgegeben würde.
Darüber hinaus wird in diesem Fall im Permafrost in großen Mengen gebundenes Methan in die Atmosphäre entweichen.
Die wirtschaftlichen Folgekosten alleine der Freisetzung von Methangas beim Abtauen des Permafrosts unter der Ostsibirischen See (Arktis) im Zuge der globalen Erwärmung wurden auf weltweit 60 Billionen US-Dollar geschätzt. Wegen der geringen Permafrostausdehnung in der Antarktik und wegen der Tatsache, dass „Klimaänderungen in der kontinentalen Antarktis wesentlich langsamer ablaufen“ als in der Arktis, stelle der antarktische Permafrost keine klimarelevante Gefahr von Treibhausgasemissionen dar.
Laut einer 2018 in Nature veröffentlichten Studie berücksichtigten bisherige Schätzungen lediglich das allmähliche Auftauen des Permafrosts in der Nähe der Oberfläche; ein rasches Auftauen von Thermokarst-Seen beschleunige die Mobilisierung des Kohlenstoffs am auftauenden Seeboden. Dies führt, in CO2-Äquivalenten gemessen, zu deutlich erhöhten Emissionen. Klimamodelle, die nur das graduelle und nicht das schnelle Auftauen von Permafrost berücksichtigen, unterschätzten die Kohlenstoffemissionen durch das Auftauen von Permafrost erheblich.
Neben Kohlenstoffdioxid und Methan wird durch das Abtauen zunehmend auch Lachgas freigesetzt, dessen Treibhauspotential über 100 Jahre ca. 300-mal höher ist als das von CO2. Durch eine weitere Erwärmung kann sich die Arktis demnach von einer bisher vernachlässigbaren Quelle zu einer kleinen, aber bedeutsamen Quelle für globale Lachgasemissionen wandeln.
Nach Aussagen von Wissenschaftlern wurde in Klimamodellen der Einfluss methanbildender, im Permafrost befindlicher Mikroorganismen lange Zeit stark unterschätzt.
In CMIP5-Klimamodellen sind Treibhausgasemissionen, die durch das Auftauen von Permafrost entstehen, nicht berücksichtigt, was zu einer systematischen Unterschätzung der globalen Erwärmung führt. Forscher haben daher versucht, diese Effekte durch Korrekturfaktoren nachträglich einzurechnen.
Eine Studie von Natali u. a. (2019) kommt zum Ergebnis, dass die jüngste Erwärmung in der Arktis, die im Winter zugenommen hat, den mikrobiellen Abbau der organischen Bodensubstanz und die anschließende Freisetzung von Kohlenstoffdioxid erheblich beschleunigt. Zur Abschätzung aktueller und zukünftiger Kohlenstoffverluste im Winter aus dem nördlichen Permafrostbereich synthetisierten die Verfasser regionale In-situ-Beobachtungen des CO2-Flusses aus arktischen und borealen Böden. Sie veranschlagten in der Wintersaison (Oktober–April) einen derzeitigen Verlust der Permafrost-Region in Höhe von 1.662 TgC pro Jahr. Dieser Verlust ist größer als die nach Prozessmodellen geschätzte durchschnittliche Kohlenstoffaufnahme in der Vegetationsperiode in dieser Region (−1.032 TgC pro Jahr). Die Ausweitung der Modellvorhersagen auf wärmere Bedingungen bis 2100 deutet auf eine Zunahme der CO2-Emissionen im Winter bei einem gemäßigten Klimaschutzszenario (repräsentativer Konzentrationspfad 4.5) um 17 % und bei einem Weiter-so-wie-bisher-Emissionsszenario (repräsentativer Konzentrationspfad 8.5) um 41 % hin. Diese Ergebnisse liefern eine Basis für die CO2-Emissionen im Winter aus nördlichen Regionen und weisen darauf hin, dass ein erhöhter CO2-Verlust im Boden aufgrund der Erwärmung im Winter die Kohlenstoffaufnahme in der Vegetationsperiode unter zukünftigen klimatischen Bedingungen ausgleichen kann.

### Freisetzung von Quecksilber
Eine weitere Gefahr stellt die Freisetzung großer Mengen von gesundheitsschädlichem Quecksilber durch das Auftauen des Permafrosts dar. In der gefrorenen Biomasse des arktischen Permafrosts ist etwa doppelt so viel Quecksilber gebunden wie in allen anderen Böden, der Atmosphäre sowie den Ozeanen zusammen. Bei einem Auftauen des Permafrosts würden biologische Abbauprozesse einsetzen, durch die das Quecksilber möglicherweise in die Umwelt abgegeben wird, wo es u. a. den arktischen Ökosystemen, den Wasserlebewesen der Meere und der menschlichen Gesundheit schaden könnte.

### Veränderungen des Reliefs

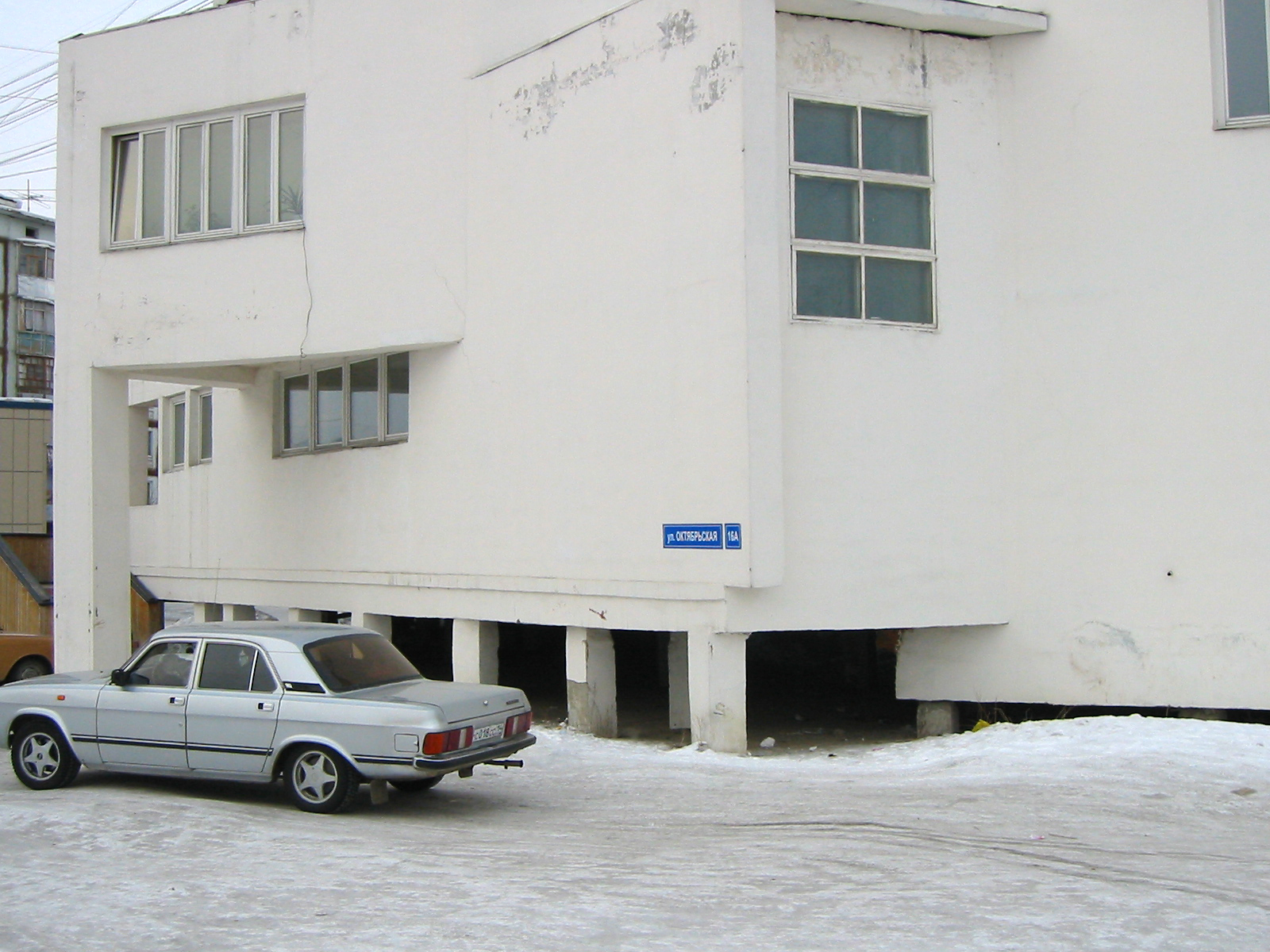
„Pfahlbau“ in Jakutsk

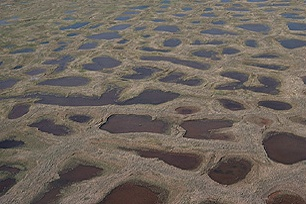
Auftauboden in Permafrostregion

Das Auftauen von Permafrosts hat bereits erhebliche und bedrohliche Veränderungen des Reliefs verursacht (Thermokarst). Vor allem im Norden Russlands sind große ebene Flächen innerhalb kurzer Zeit abgesunken, als das gefrorene Wasser auftaute und dadurch an Volumen verlor, eingeschlossenes Gas entwich und das durchlöcherte Erdreich in der Folge unter dem eigenen Gewicht in sich zusammensank. Weite Flächen sind seitdem eine Kraterlandschaft mit schiefen und entwurzelten Bäumen sowie Seen mit Tauwasser. Auch der unter der Meeresoberfläche liegende („submarine“) Permafrost vor der sibirischen Küste taut durch den Zufluss warmen Wassers beschleunigt auf und lässt Gase entweichen.
Das oberflächliche Auftauen des Untergrunds bereitet viele Probleme beim Bau von Gebäuden. In Permafrostgebieten werden deshalb Gebäude auf Pfähle gesetzt, die bis in die permanent gefrorenen Bereiche des Bodens hinabreichen und somit auf festem Grund stehen. Luft kann dann unter dem Gebäude durchziehen und die vom Gebäude abgestrahlte Wärme abtransportieren. Der Boden wird zudem beschattet, ein weiterer Schutz vor dem Auftauen.
Das Auftauen der Permafrosts in den Alpen kann ganze Berghänge in Bewegung setzen (Massenbewegung). Am Bliggferner in den Alpen rutschten 2007 etwa vier Millionen Kubikmeter Gestein und Eis in Richtung Tal. 
In Gebirgslagen Norwegens zeigt der Permafrost eine Temperatur von 0 bis −3 °C. Deshalb sind auch dort bei anhaltender Klimaerwärmung massive Erdrutsche wahrscheinlich, da das gefrorene Wasser als Bindemittel loses Gestein, Sand und dergleichen zusammenhält. Als Folge von Bergstürzen und Hangrutschungen könnten in engen Fjordschluchten Megatsunamis mit Auflaufhöhen von 100 m und mehr entstehen.

## Freisetzen von Krankheitserregern wie Milzbrand
In Sibirien kam es 2016 nach 75 Jahren zu einem Milzbrand-Ausbruch; ein Kind war an der von Anthrax-Bakterien verursachten Erkrankung gestorben, 23 Menschen wurden infiziert. Das sporenbildende Bakterium Bacillus anthracis kann jahrzehntelang in Kadavern überleben, die im Permafrost begraben sind. Die ungewöhnlich hohen Temperaturen führten zum Auftauen des Bodens, sodass die Bakterien wieder zum Leben erweckt wurden.

## Pleistozän-Park
Um den Permafrost zu schützen, wurde in deutsch-russischer Kooperation die Pleistocene-Park-Stiftung ins Leben gerufen. Mit der Wiederherstellung von Flora und Fauna aus der Pleistozän-Ära wird dem Schmelzen von Permafrost entgegengewirkt. Der Erhalt des Permafrosts wird durch zwei Hauptfaktoren verwirklicht:
1. Im Pleistozän-Park werden verschiedene Pflanzenfresser angesiedelt. Bei der Futtersuche im Winter zerstören die Tiere die isolierende Schneeschicht und verdichten diese gleichzeitig. Kälte kann auf diese Weise besser in die Böden eintreten und die gespeicherte Wärme besser austreten. Allein die Anwesenheit der Tiere reicht also aus, um den Permafrost zu erhalten.
2. Durch Albedo (Rückstrahlung) wird mehr eingehende Sonnenstrahlung direkt reflektiert und steht dem System nicht als Energie zur Verfügung. Die Steppentundra ist heller als die aktuell vorherrschende Vegetation, daher wird ein höherer Anteil der Sonnenwärme reflektiert. Der Permafrost wird im Sommer daher weniger stark erwärmt.

## Sonstiges
Es gibt mit Sicherheit Permafrost auch auf dem Mars. Es wird vermutet, dass das einst auf dem Mars reichlich vorhandene Wasser sich heute zumindest zum Teil als Eis im Boden befindet.
Auch eine Erdwärme nutzende Wärmepumpenheizung kann zu Permafrost führen, wenn die abgezogene Wärmeenergie nicht mehr durch die Umwelt ausreichend nachgeliefert werden kann. In diesem Fall bildet sich um die Wärmetauscherschlangen im Erdreich ein Block aus gefrorenem Boden, der die Heizleistung deutlich reduziert.